# Maj-Britt Engström
Maj-Britt Engström, född 11 januari 1942 i Trollhättan, är en svensk textilkonstnär.
Engström, som är dotter till svarvare Sven Larsson och sömmerska Brita Larsson, utexaminerades från förskoleseminariet i Örebro 1964 och studerade vid Konstindustriskolan (textil) i Göteborg 1970–1974. Hon har arbetat som förskollärare, men har varit textilkonstnär med egen ateljé sedan 1974. Hon har hållit separatutställningar i Göteborg, Stockholm, Borås, Skövde och Uppsala samt deltagit i samlingsutställningar i Sverige och utomlands, bland annat Nordisk Textiltriennal 1976 och 1982 samt 5th International Triennale of Tapestry i Łódź 1985. Hon har bland annat utfört väv till Utrikesdepartementets pressrums entré i Stockholm (1985). Hon är representerad vid bland annat Nationalmuseum, Röhsska museet i Göteborg och Örebro läns landsting. Hon har varit ledamot av Sveriges Bildkonstnärsfond och Konstnärsnämnden. Hon har utgivit Sticka lätt på nytt sätt (1975) och Väva vardagskläder (tillsammans med Eva Stephenson-Möller, 1981).